# Phare de Calcanhar
Le phare de Calcanhar est un phare situé sur la plage de Ponta de Calcanhar dans la ville de Touros, dans l'État du Rio Grande do Norte (Brésil).
Ce phare est la propriété de la Marine brésilienne et il est géré par le Centro de Sinalização Náutica e Reparos Almirante Moraes Rego (CAMR) au sein de la Direction de l'hydrographie et de la navigation (DHN).
Ce phare était le plus grand phare du Brésil, jusqu'à la mise en service du phare de Mucuripe en 2017.

## Histoire

### 1erphare
Il a été construit en 1912 et il a été mis en service le 21 décembre 1912. Il avait une portée de 25 milles nautiques (environ 46 km). Il était muni d'un système dioptrique de 4e ordre, alimenté par une lampe à mèche. Compte tenu des plaintes constantes des marins, il fut décidé de transformer le phare pour obtenir une meilleure visibilité.

### 2ephare
Le nouveau phare, construit en 1937, était une construction métallique de 52 m de haut, avec une hauteur focale de 57 m. Il avait une portée de 25 milles nautiques et affichait une lumière blanche (éclat de 0,3 seconde toutes les 10 secondes).

### Phare actuel
En 1941, le nouveau phare en béton armé de 62 m de haut a été mis en construction. Il a été inauguré le 10 novembre 1943. Il émet, à une hauteur focale de 73 m, un éclat blanc bref toutes les 10 secondes, d'une portée maximale de 70 kilomètres.
Il marque le danger d'un récif corallien situé à environ 7 km au large. Il est aussi doté d'une station DGPS et d'un radar Racon émettant la lettre Y en alphabet morse.
La station de signalisation comprend une tour cylindrique conique renforcée par quatre nervures verticales, avec galerie d'observation et lanterne aéromaritime. Elle est peinte en blanc avec six bandes horizontales noires. Il y a également plusieurs maisons de gardien d'un étage. Elle dispose d'un gardien résident. Le site est ouvert et la tour est ouverte au public tous les jours de 9 h à 11 h.
Identifiant : ARLHS : BRA036 ; BR0980 - Amirauté : G0158 - NGA : 110-17828.

## Importance
Le phare de Calcanhar est un point de repère important pour la navigation maritime dans le nord-est du Brésil. Il marque le danger d'un récif corallien situé à environ 7 kilomètres (4,3 milles) au large. 
Le phare est également une attraction touristique populaire et offre une vue imprenable sur la côte brésilienne.

## Caractéristique dufeu maritime
- Fréquence sur 10 secondes :
  - Lumière : 0,3 seconde
  - Obscurité : 9,7 secondes.